# Indian Institutes of Technology
De Indian Institutes of Technology (IITs) is een groep van 23 autonome instituten voor hoger onderwijs in India. De instituten zijn georiënteerd op techniek, en hebben tot doel het opleiden van wetenschappers en monteurs om zo een sterke werkkracht te creëren voor de economische en sociale ontwikkeling van India. Studenten en alumni van de IITs worden doorgaans IITians genoemd.

## Locaties
De IITs bevinden zich in de volgende plaatsten, geordend op jaar van oprichting: Kharagpur (1950; als IIT 1951), Mumbai (1958), Chennai (1959), Kanpur (1959), Delhi (1961; as IIT 1963), Guwahati (1994), Roorkee (1847; as IIT 2001), Bhubaneswar (2008), Gandhinagar (2008), Hyderabad (2008), Patna (2008), Punjab (2008) en Rajasthan (2008).
De Indische overheid heeft plannen onthuld voor nog drie IITs in Indore, Mandi en Varanasi. Enkele van de IITS zijn opgericht met financiële steun en technische expertise van UNESCO, Duitsland, de Verenigde Staten, en de Sovjet-Unie. Elke IIT is een autonomie universiteit. De locaties zijn met elkaar verbonden via een centrale IIT-raad.

## Geschiedenis

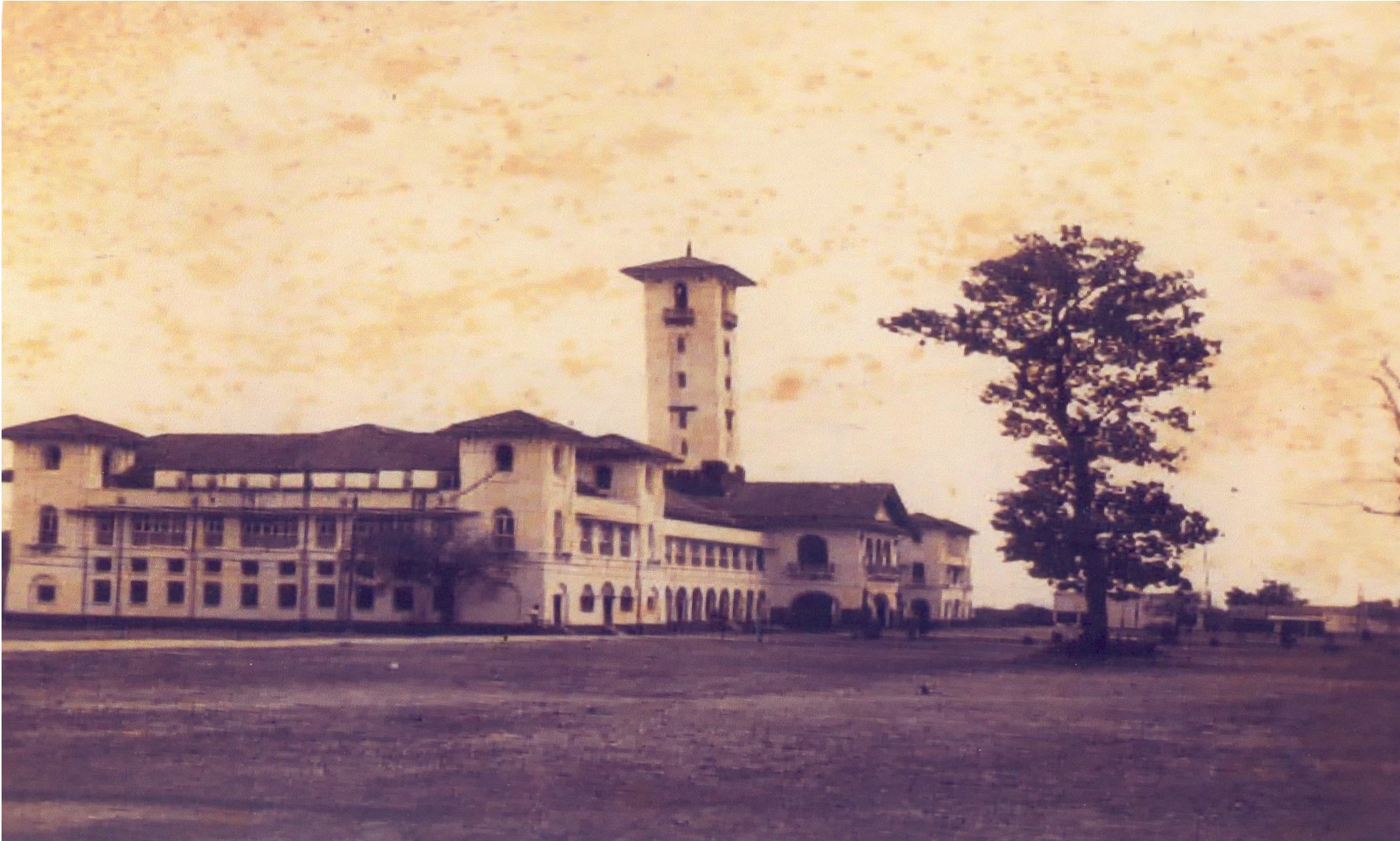
Het kantoor van het Hijli-strafkamp, welke dienstdeed als het eerste academische gebouw voor de IIT Kharagpur.

De geschiedenis van het IIT-systeem dateert uit 1946, toen Jogendra Singh van de Viceroy's Executive Council een comité oprichtte dat zich bezig moest houden met het opzetten van een systeem voor hoger onderwijs in India. Dit 22-leden tellende comité werd geleid door Nalini Ranjan Sarkar. Al snel ontstond het plan om een systeem van instituten op te richten, verspreid over India.
Het eerste Indian Institute of Technology werd opgericht in mei 1950, op de plaats van het voormalige Hijli strafkamp in Kharagpur. On 15 september voerde het parlement van India de Indian Institute of Technology (Kharagpur) wet in, waarmee het instituut werd benoemd tot een Instituut van Nationaal Belang.
Op aandringen van het Sarkar Comité werden nog vier vestigingen van de IIT gebouwd in Bombay (1958), Madras (1959), Kanpur (1959), en Delhi (1961). De locaties van deze instituten werden expres zo gekozen dat ze verspreid over heel India zouden komen te liggen, om zo te voorkomen dat een regio meer voordeel van het instituut zou hebben dan het andere.
In de loop der jaren hebben een aantal ontwikkelingen plaatsgevonden voor de creatie van nieuwe IIT’s. Op 1 oktober 2003 maakte premier Atal Bihari Vajpayee plannen bekend voor meer IIT’s. In november 2003 werd het S K Joshi Comité opgericht om de locaties te kiezen voor vijf nieuwe instituten. 16 deelstaten van India eisten dat zij ook een IIT-vestiging zouden krijgen. Daar het S K Joshi Comité strenge richtlijnen stelde waaraan een instituut moest voldoen om de status van IIT te krijgen, kwamen slechts zeven colleges in India in aanmerking voor de titel.
Er zijn ook plannen om IIT’s te openen buiten India, maar tot dusver is daar nog weinig van terechtgekomen.

## Organisatie

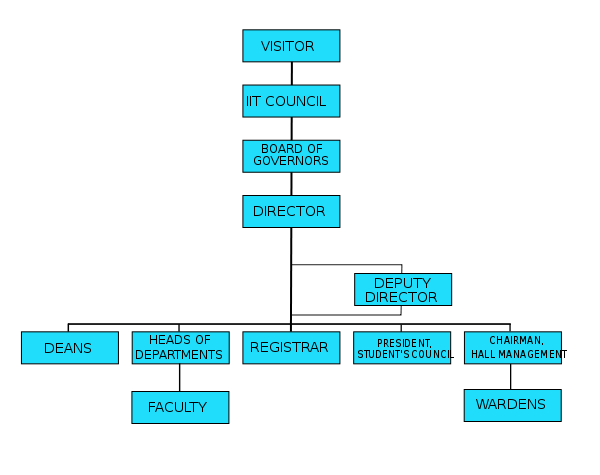
Organisational Structure of IITs

De president staat aan het hoofd van de organisatiestructuur van de IITs. Hij is de ex officio bezoeker. Direct onder de president staat de IIT-raad, welke bestaat uit de minister voor technisch onderwijs, de voorzitter van alle IITs, de directeuren van alle IITs, de voorzitter van de University Grants Commission, de directeur van de CSIR, de voorzitter van de IISc, de directeur van IISc, drie leden van het parlement, de Joint Council Secretary van het ministerie van menselijke ontwikkeling, en drie afgevaardigden van de unie-overheid, de AICTE, en de Bezoeker.
Onder de IIT-raad bevindt zich de Raad van Gouverneurs van elke IIT. Daaronder bevindt zich de directeur, gevolgd door de deputy-directeur. Daaronder splitst de organisatiestructuur zich in de decanen, departemensthoofden, president van de studentenraad, en de voorzitter van het Hall Management Committee.

## Erkenning
De diploma’s uitgereikt door de IITs worden erkend door de AICTE, en daardoro ook bij alle andere instituten in India. Ook buiten India worden IIT-diploma’s gerespecteerd, vooral vanwege de prestige van de alumni. Dit komt mede omdat dankzij de Indiase wet de IITs worden gezien als instituten van nationaal belang, en daardoor speciale privileges hebben.